# Fulvio Ballabio

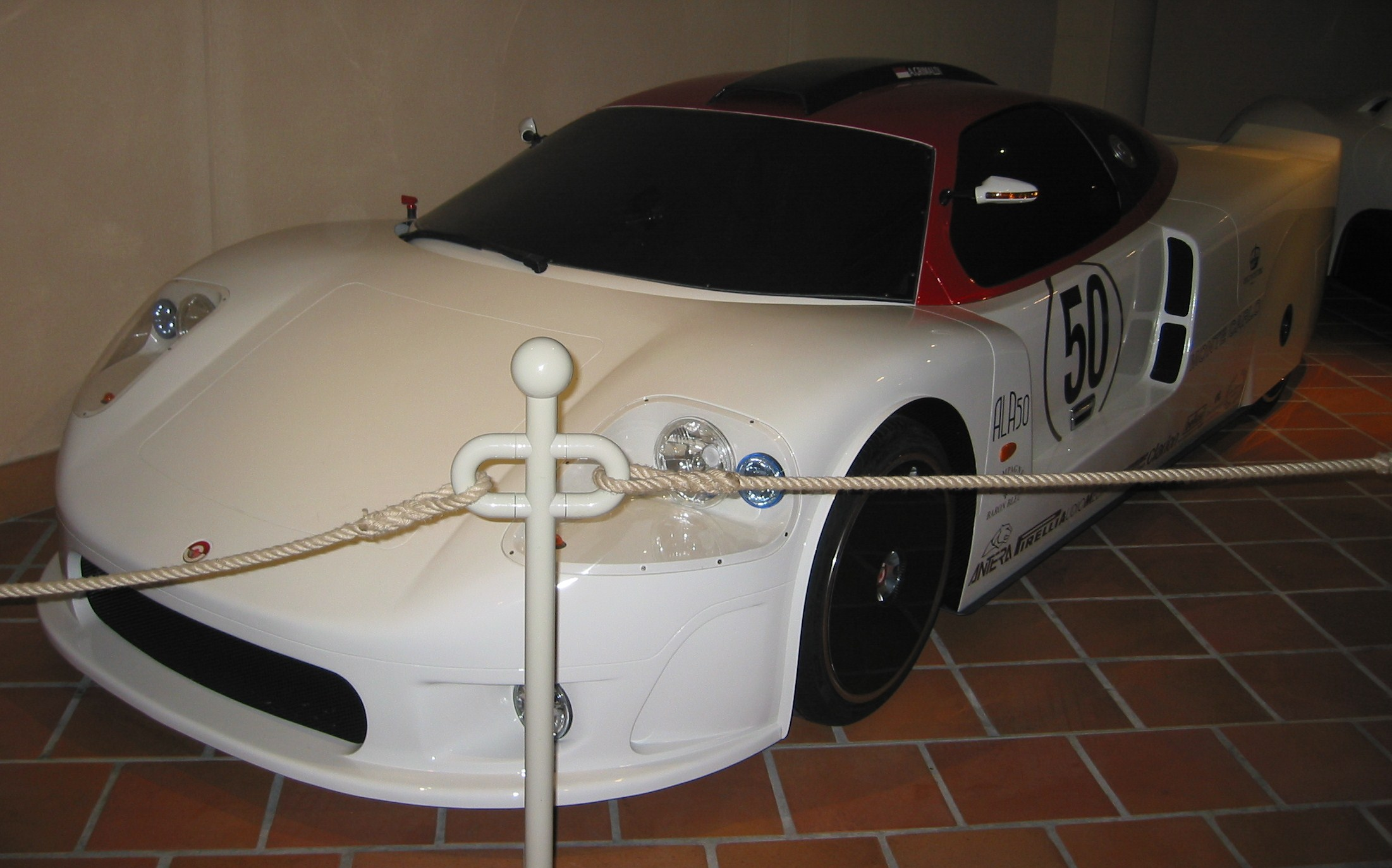
Monte Carlo ALA 50

Fulvio Maria Ballabio (* 8. Oktober 1954 in Mailand) ist ein ehemaliger italienischer Autorennfahrer und Automobilhersteller.

## Rennfahrer
Ballabio nahm 1983 regelmäßig an der Formel-2-Europameisterschaft teil. Anfänglich fuhr er für das Team von Arturo Merzario, erreichte hier aber bei vier Rennen nur eine Zielankunft, die außerhalb der Punkteränge lag. Im Sommer wechselte er zum französischen Team AGS, für das er einen fünften und einen sechsten Platz erzielte. Ballabio beendete die Saison auf Platz 17 der Fahrerwertung. 1984, in der letzten Saison der Formel 2, erhielt er kein Cockpit mehr; gleiches galt für das erste Jahr der Nachfolgeserie, der Formel 3000-Meisterschaft.
Zwischen 1987 und 1989 fuhr Ballabio in der CART-Serie für Dick Simon Racing und Dale Coyne Racing. 2004 nahm er an zwei Rennen der Formula X Sport Series teil.

## Automobilhersteller
1985 gründete Ballabio in das Fontvieille, Monaco, ansässige Unternehmen Monaco Racing Services, das später die Bezeichnung Monte-Carlo Automobiles erhielt. Von hier aus organisierte Ballabio zunächst sein Formel-3000-Engagement. Später konstruierte das Unternehmen Straßensportwagen, die eine sehr begrenzte Verbreitung erfuhren.
Im Jahr 1989 entwarf Ballabio den Centenaire, einen Supersportwagen, das erste mit kohlenstofffaserverstärktem Kunststoff gebaute Auto, lange bevor Lamborghini oder Ferrari damit begannen. Das Auto hatte anfänglich einen Motor von Lamborghini. 1992 wurde eine  offene Version vorgestellt, deren Motor Wurzeln im Rennsport hatte. Der von Carlo Chiti entworfene V12-Biturbo-Motor leistete 720 PS (530 kW). Es war ein leicht modifizierter Subaru MM3512 der in der 1990 von Coloni  erfolglos in der Formel 1 eingesetzt worden war.
Während des Großen Preises von Monaco 2008 wurde der neue Supersportwagen von MCA enthüllt. Benannt wurde er zu Ehren des 50. Geburtstages von Albert II. Es war geplant mit diesem Supersportwagen beim 24-Stunden-Rennen von Le Mans 2010 an den Start zu gehen; das ließ sich allerdings nicht realisieren.

## Statistik

### Le-Mans-Ergebnisse
| Jahr | Team             | Fahrzeug    | Teamkollege   | Teamkollege | Platzierung | Ausfallgrund |
| ---- | ---------------- | ----------- | ------------- | ----------- | ----------- | ------------ |
| 1986 | Obermaier Racing | Porsche 956 | Jürgen Lässig | Dudley Wood | Rang 5      |              |

### Einzelergebnisse in der Sportwagen-Weltmeisterschaft
| Saison | Team              | Rennwagen   | 1   | 2   | 3   | 4   | 5   | 6   | 7   | 8   | 9   |
| ------ | ----------------- | ----------- | --- | --- | --- | --- | --- | --- | --- | --- | --- |
| 1983   | Sauber Motorsport | Sauber C7   | MON | SIL | NÜR | LEM | SPA | FUJ | KYA |     |     |
| 1983   | Sauber Motorsport | Sauber C7   |     |     | 10  |     |     |     |     |     |     |
| 1986   | Obermaier Racing  | Porsche 956 | MON | SIL | LEM | NÜN | BRH | JER | NÜR | SPA | FUJ |
| 1986   | Obermaier Racing  | Porsche 956 | 7   | 12  | 5   |     | 8   | 4   | 4   |     |     |
| 1990   | Team Davey        | Porsche 962 | SUZ | MON | SIL | SPA | DIJ | NÜR | DON | MOT | MEX |
| 1990   | Team Davey        | Porsche 962 | DNF |     |     |     |     |     |     |     |     |